# Burg Auer

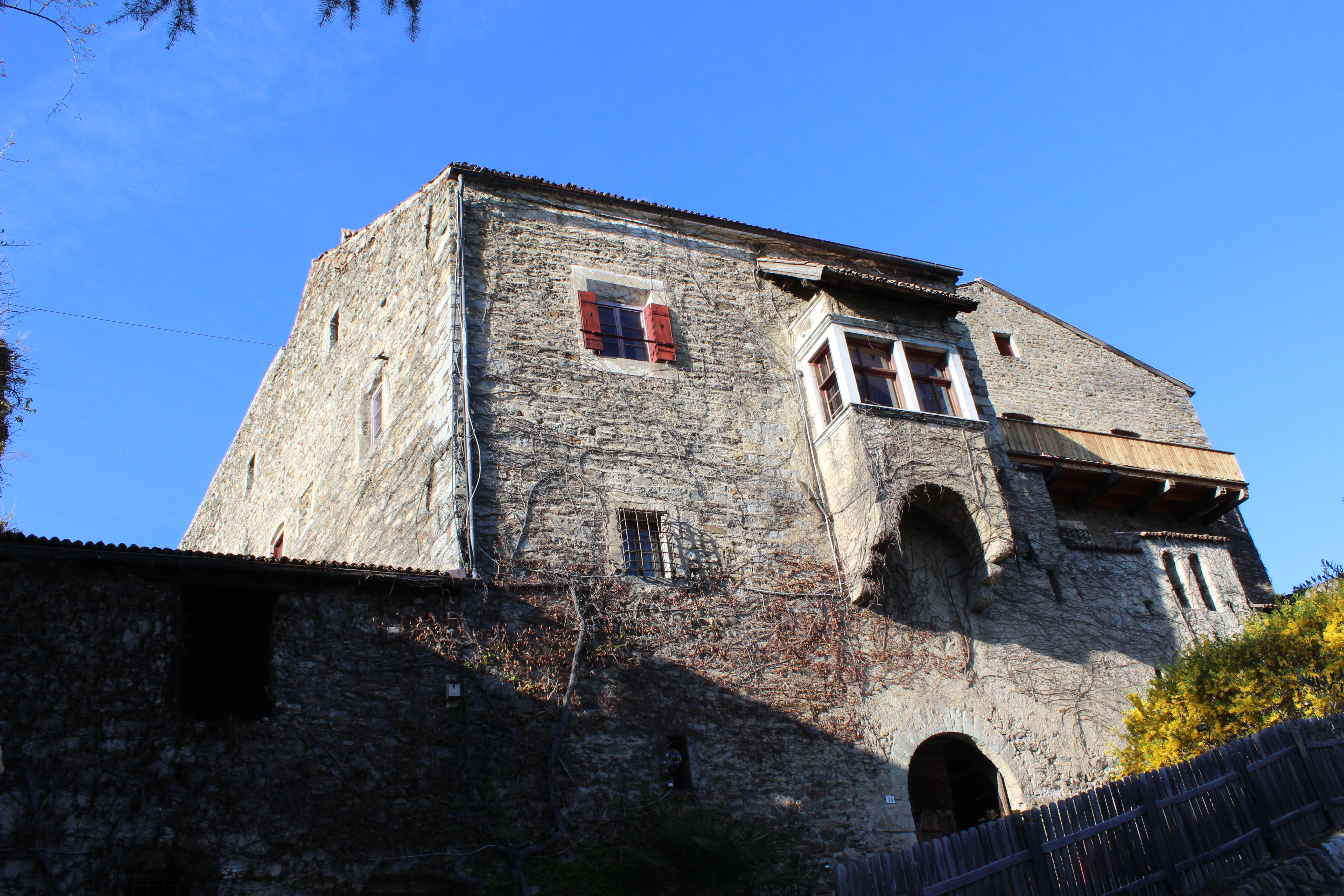
Burg Auer

Die Burg Auer (auch Schloss Auer genannt) wurde im 13. Jahrhundert am Eingang zu Sprons oberhalb von Meran in Südtirol errichtet. Sie liegt heute auf dem Gebiet von Dorf Tirol.
Die Anlage wurde 1288 erstmals urkundlich genannt, als Meinhard II. den landesfürstlichen Turm am Finailbach dem Christian, Richter auf Stein am Ritten, verlieh; dieser wurde damit zum Stammvater der Herren von Auer. Im Jahr 1339 erscheint Otte von Awer als Zeuge in einem Steuerstreit des Gerichts Bozen.
Die Nord-Süd ausgerichtete Burg hat drei getrennte turmartige Wohnbauten und ist fast komplett mit einer Ringmauer umgeben. Nördlich und südlich sind die Gebäude Teil der Burgmauer. Bemerkenswert sind der spätgotische Kapellenbau, eine gotische Stube mit Balkendecke und ein Saal mit Renaissancemalereien aus der Zeit um 1550.
Die Burg steht seit 1950 unter Denkmalschutz.